# Крум Попов
 Тази статия е за дееца на БЗНС.  За офицера от МВР вижте Крум Попов (офицер).  
Крум Кимов Попов е български политик от Българския земеделски народен съюз (БЗНС), кмет на София (1922 – 1923).

## Биография
Крум Попов е роден на 16 юни (4 юни стар стил) 1892 година в Караагач (днес град Левски), Плевенско. Завършва в Плевенската гимназия, след което работи известно време като учител, преди да започне да следва право в Софийския университет. Прекъсва образованието си и участва във войните за национално обединение.
По време на Първата световна война става член на БЗНС, а през 1921 – 1922 г. е председател на околийската земеделска дружба в Плевен. Главен секретар на Министерството на вътрешните работи по време на правителството на Александър Стамболийски (1921 – 1922) и изпълняващ длъжността главен секретар на БЗНС. Според по-късната комунистическа историография проявява лява политическа ориентация, приеман е за деец на Единния фронт.
Попов е назначен за кмет на София на 8 септември 1922 година и остава на този пост до Деветоюнския преврат през следващата година. През този период земеделското правителство приема нов закон за Столичната община, която е разделена на 6 административни района, удължена е трамвайната линия по улица „Пиротска“.
По време на Деветоюнския преврат Крум Попов е арестуван, изтезаван и убит на 18 юли 1923 година край село Горубляне (днес квартал на София).

## Памет
Средно общообразователно училище в родния му град носи неговото име. Улица „Крум Попов“ в квартал „Лозенец“ в София (Карта) също е наименувана на него, а в началото на улицата (откъм Перловската река, зад паметника на Христо Смирненски) е поставена паметна плоча. Бившият Техникум по механотехника, сега Професионална гимназия по механоелектротехника гр. Пазарджик носи неговото име до 1989 г.  

## Книгопис
- Андонова Н., Крум Попов – биографичен очерк. С., 1980, с. 128
- Геновски М., От селски учител до столичен кмет, С., 1989, с. 288